# Ross Fisher
Ross Daniel Fisher (Ascot, Berkshire, 22 november 1980) is een Engelse golfprofessional.
Fisher leerde golf spelen op een van de beroemdste banen van de wereld, The Wentworth Club in Surrey, England. Hij zat op de Charters School, een openbare school vlak bij de golf.
Fisher trouwde in 2007, met Joanne kreeg hij in 2009 een dochtertje, Eve Rose. Ze wonen in Cheam.

## Amateur
In 2003 en 2004 zat Fisher in de nationale selectie.

#### Gewonnen
- Fins Amateur

## Professional
Fisher werd in 2004 professional. Hij begon op de Europese Challenge Tour te spelen en eindigde daar in 2005 op de 18de plaats. Toch ging hij naar de Tourschool, waar hij erin slaagde zijn categorie voor 2006 te verbeteren.
In 2006, zijn rookiejaar, werd hij gedeeld 4de op het China Open, en na o.a. nog twee top-5 plaatsen eindigde hij op de 66 plaats van de Order of Merit.
In 2007 kwam zijn eerste overwinning, het KLM Open op de Kennemer, Joost Luiten maakte één slag meer en werd tweede.
Het eerste toernooi van seizoen 2008 (HSBC toernooi in november 2007 in Shanghai) begon met een play-off, die Phil Mickelson won. Fisher en Lee Westwood werden tweede. Zeven maanden later won hij het European Open met zeven slagen voorsprong op Sergio Garcia. Hij eindigde op de 6de plaats op de Order of Merit.
De resultaten van 2009 zijn zodanig dat hij zich kwalificeert voor de World Matchplay in Spanje. Er staan geen overwinningen op de lijst, maar hij bereikt de halve finale van het WGC-Accenture Matchplay Kampioenschap in Arizona en wordt tweede bij het BMW PGA Kampioenschap op Wentworth, zijn thuisclub. Beide keren wordt hij verslagen door zijn landgenoot Paul Casey.
Hij speelde ook het US Open, waar hij 5de werd, en het Brits Open, waar hij 13de werd, hoewel hij tot hole 8 aan de leiding stond.
In 2010 speelt hij de Ryder Cup. In de fourballs maakt hij de put waardoor Europa een kleine voorsprong krijgt.

#### Gewonnen
Europese Tour
- 2007: KLM Open
- 2008: European Open
- 2009: World Matchplay in de finale tegen Anthony Kim.
- 2010: The 3 Irish Open
- 2014: Tshwane Open (-20)

Sunshine Tour
- 2013-2014: Tshwane Open (-20)

#### Teams
- World Cup: 2008, 2009
- Seve Trophy: 2009 (winnaars), 2011
- Ryder Cup: 2010

#### Resultaten bij de Majors
| Toernooi         | 2007 | 2008 | 2009 | 2010 | 2011 | 2012 | 2013 | 2014 |
| ---------------- | ---- | ---- | ---- | ---- | ---- | ---- | ---- | ---- |
| De Masters       | MC   | MC   | T30  | MC   | T15  | T47  | =    |      |
| US Open          | =    | MC   | 5    | MC   | =    | =    | FQ   |      |
| Brits Open       | MC   | T39  | T13  | T37  | MC   | T45  | FQ   |      |
| PGA Championship | =    | MC   | T19  | MC   | T45  | =    | =    |      |

FQ = Failed to qualify 

MC = Cut gemist 
 
T = Tie = gedeelde plaats